# 草屯街

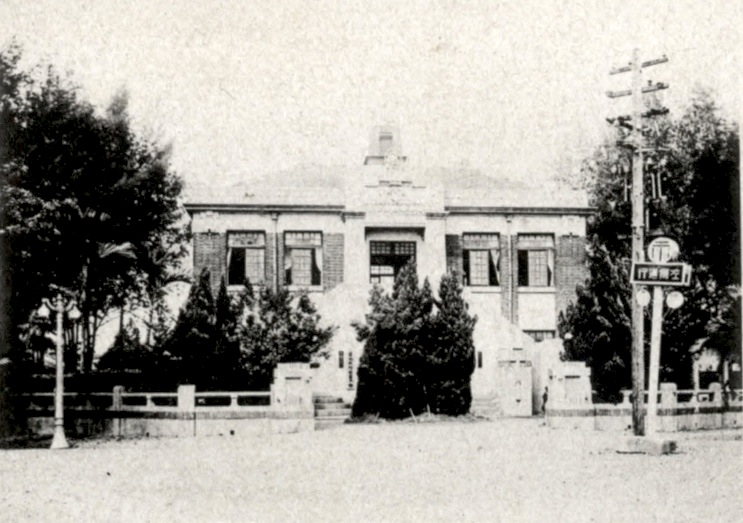
草屯街役場

草屯街，為1938年至1945年間存在之行政區，隸屬台中州南投郡，為今南投縣草屯鎮前身。
1920年~1938年間為草屯庄，1938年升格為草屯街。

## 街原名
原屬北投堡之草鞋墩庄、山脚庄、匏仔藔庄、月眉厝庄、北投埔庄、林仔頭庄、牛屎崎庄、新庄、頂茄荖庄、番仔田庄、石頭埔庄、南埔庄、坪頂庄、雙冬庄、北勢湳庄
- 草鞋墩改稱草屯[1]

## 行政區劃
草屯街轄域內分為草屯、山腳、匏子寮、月眉厝、北投埔、林子頭、牛屎崎、新、頂茄荖、番子田、石頭埔、坪頂、南埔、雙冬、北勢湳十五個大字。
- 雙冬大字下有「雙冬」、「平林」小字名[2]。

現在草屯鎮現有二十七里，各里與日治時期大字對照如下：
| 大字名 | 現今里名                                 | 大字名 | 現今里名   | 大字名 | 現今里名   |
| ------ | ---------------------------------------- | ------ | ---------- | ------ | ---------- |
| 草屯   | 玉峰、炎峰、和平、敦和、明正、中正、中山 | 山脚   | 山腳、新厝 | 匏子寮 | 富寮       |
| 月眉厝 | 復興、碧洲、碧峰                         | 北投埔 | 碧峰       | 林子頭 | 上林       |
| 牛屎崎 | 御史                                     | 頂茄荖 | 加老       | 新     | 新、北投   |
| 番子田 | 新豐                                     | 石頭埔 | 石川       | 南埔   | 南埔、土城 |
| 坪頂   | 坪頂                                     | 雙冬   | 雙冬、平林 | 北勢湳 | 北勢、中原 |

## 文教

### 小學校
- 草屯尋常小學校

### 公學校
- 草屯公學校（今草屯國小）
- 新庄公學校（今新庄國小）
- 碧峯公學校（今碧峰國小）
- 土城公學校（今土城國小）
- 土城公學校双冬分教場（今雙冬國小）

### 專修學校
- 草屯農業家政專修學校（今草屯國中）